# Ad-Dauha (Palestyna)
Ad-Dauha (arab. الدوحة) – miasto w Autonomii Palestyńskiej (środkowy Zachodni Brzeg, muhafaza Betlejem). Według danych oficjalnych na rok 2007 liczyło 9631 mieszkańców.